# Soguillo del Páramo
Soguillo del Páramo es una localidad española perteneciente al municipio de Laguna Dalga, en la provincia de León, comunidad autónoma de Castilla y León.

## Geografía

### Ubicación
| Noroeste: Laguna Dalga           | Norte: Laguna Dalga          | Noreste: Santa Cristina del Páramo  |
| Oeste: San Pedro de las Dueñas   |                              | Este: Pobladura de Pelayo García    |
| Suroeste San Pedro de las Dueñas | Sur: Zambroncinos del Páramo | Sureste: Pobladura de Pelayo García |

## Demografía
Evolución de la población
| Gráfica de evolución demográfica de Soguillo del Páramo entre 2000 y 2016 |
|                                                                           |
| Población de derecho (2000-2016) según el padrón municipal del INE        |